# Biezenmortel
Biezenmortel is een dorp  in de gemeente Tilburg, in de Nederlandse provincie Noord-Brabant. Tot eind 1996 behoorde het tot de gemeente Udenhout, vervolgens maakte het tot 2020 deel uit van Haaren. Vanaf 1 januari 2021 is het dorp toegevoegd aan de gemeente Tilburg.
Inclusief de bewoners van Prisma Brabant (het vroegere Huize Assisië), telt Biezenmortel 1.445 inwoners (2023).

## Toponymie
De naam duidt op biezen in laaggelegen, modderig land. Al in 1314 werd deze naam schriftelijk vermeld.

## Geschiedenis
Biezenmortel was lang een buurtschap, het had in 1840 20 inwoners. In 1901 kochten de Broeders Penitenten van Huize Padua bij Boekel hier een stuk grond van 45 ha. Ze openden er in 1904 Huize Assisië, een complex voor mannelijke verstandelijk gehandicapten. De bijbehorende kapel was gewijd aan Sint-Franciscus. De instelling breidde voortdurend uit en bood uiteindelijk plaats aan honderden bewoners. Nabij buurtschap 't Winkel werden woningen voor de werknemers gebouwd.
In 1919 werd, ongeveer een kilometer noordelijk van Huize Assisië, een kapucijnenklooster gesticht. De kapucijnen namen in 1921 de Sint-Jozefkerk in gebruik die ook als kerk voor het dorp dienstdeed. Biezenmortel was nu in feite een kerkdorp. In de nabijheid werd ook de Sint-Franciscusschool gebouwd en zo ontstond geleidelijk een dorpskern. In het klooster bevond zich ook het theologicum (theologisch opleidingscentrum) van de kapucijnen. De kapucijnen bleven tot 1966 in het klooster wonen, daarna verbleven er franciscanessen, later was het een retraitecentrum en vervolgens werd het in gebruik genomen als groepsaccommodatie De Beukenhof.
In september 1944 vond in Biezenmortel de Biezenmortelse Gijzelingscrisis plaats na afloop van Dolle Dinsdag. Nadat Duitse militairen van het NSKK en de Organisatie Todt hun voertuigen in Biezenmortel achterlieten en in allerijl gevlucht waren, hadden de Biezenmortelnaren deze volledig vernield en uiteengehaald. Nadat de Duitse bezetter terugkeerde, werd een groep van 16 Biezenmortelse inwoners geronseld, opgesloten en onder schot gehouden. De crisis werd uiteindelijk beëindigd doordat een smid uit Udenhout, Willem van der Loo, de desbetreffende vernielde voertuigen herstelde in ruil voor de vrijlating van alle gegijzelden.

## Wapen
Sinds 1997 kent Biezenmortel een dorpswapen. Het refereert aan het Huis Horne dat hier bezittingen had, de kapucijnen die er een klooster hadden en aan het zijn van een kern van de gemeente Haaren. Dat laatste wordt met een molenijzer gesymboliseerd.

## Bezienswaardigheden
Het dorpsgebied herbergt enkele monumentale boerderijen, en voorts het kapucijnenklooster met de Sint-Jozefkerk en een aantal gebouwen van Huize Assisië met landgoed en park.
In Biezenmortel waren voorheen een aantal winkels en horecagelegenheden te vinden.

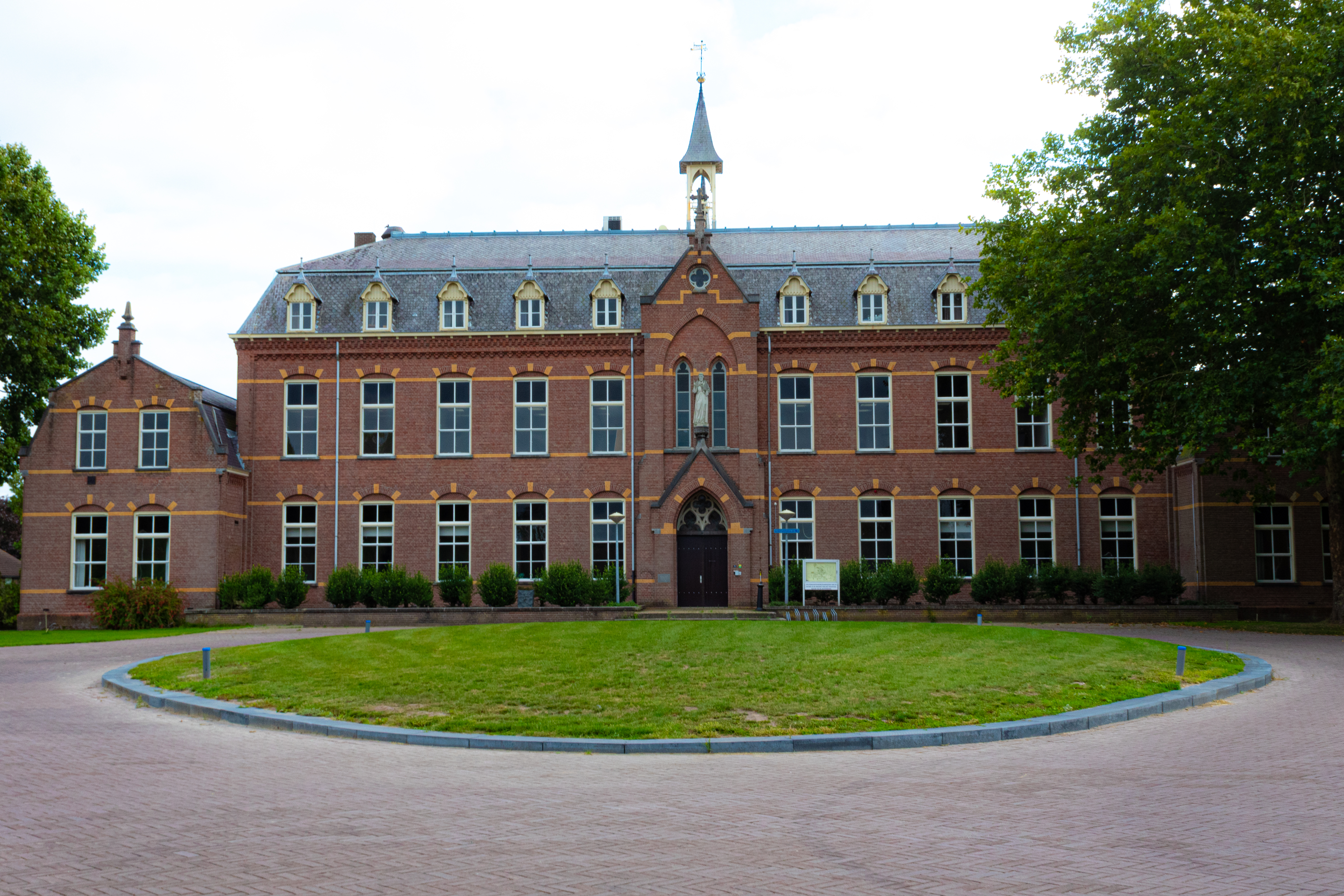
Huize Assisië

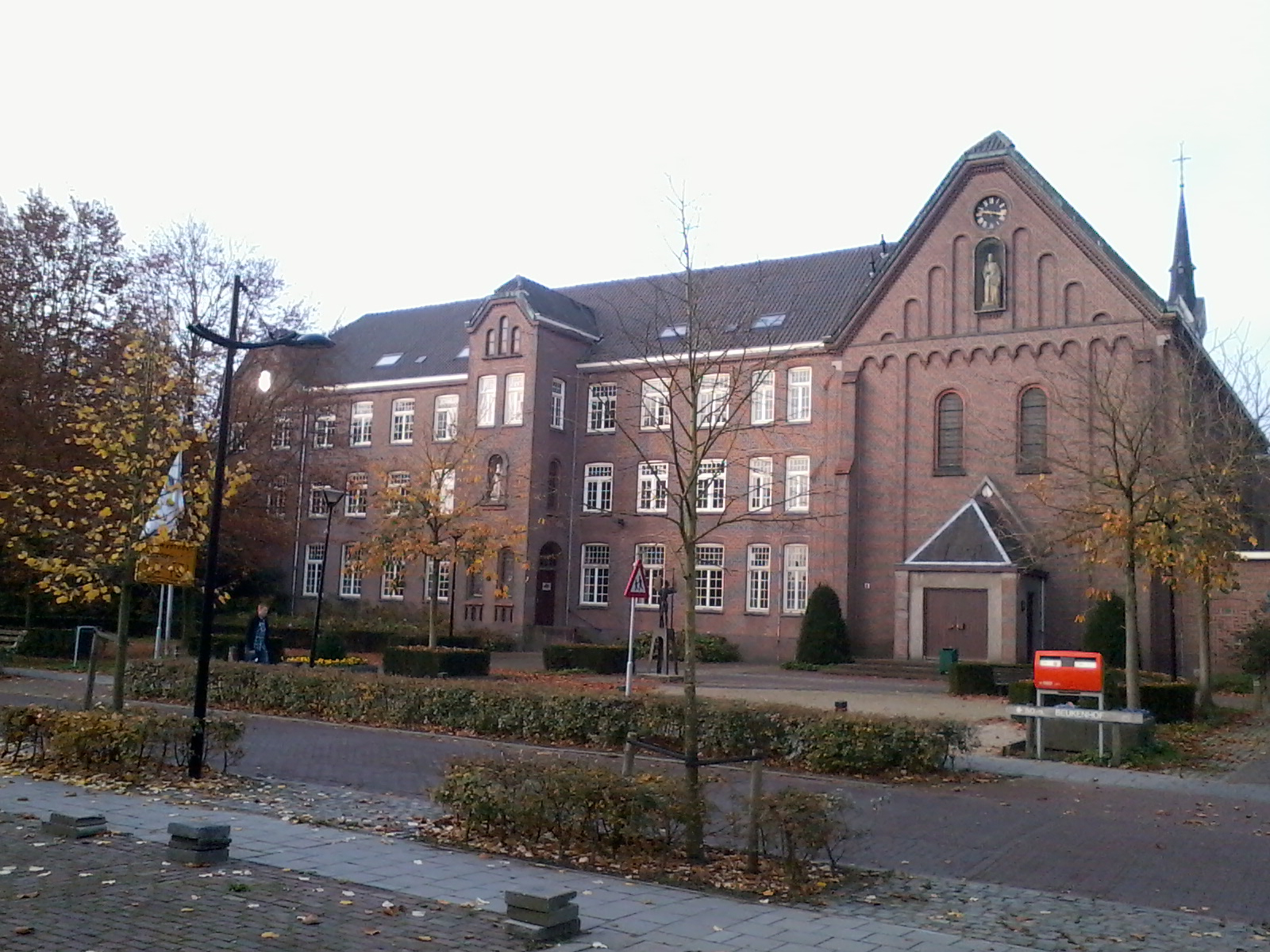
De Beukenhof, het voormalige Kapucijnenklooster

## Natuur en landschap
Biezenmortel is gelegen op een hoogte van ongeveer negen meter boven NAP. Ten noorden van het dorp loopt de Zandleij die in oostelijke richting stroomt. In de omgeving liggen de natuurgebieden Leemkuilen, De Brand en Helvoirts Broek. Ook is er het bosgebied van Guldenberg. Biezenmortel wordt grotendeels omringd door landbouwgebied.

## Dorpsleven
Naast een basisschool en een kerk is er een dorpshuis. Carnavals- en sportverenigingen behoren er tot het verenigingsleven. Bij Biezenmortel zijn enkele kampeerboerderijen en campings te vinden.

## Nabijgelegen kernen
Haaren, Helvoirt, Udenhout, Cromvoirt, Oisterwijk